# Gösta Häggström
Gösta Häggström, född 13 mars 1926 i Gudmundrå i Västernorrlands län, död 24 juli 2001 i Helsingborg, var en svensk målare och grafiker.
Han var son till Harald Folke Häggström och Hilma Elisabet Engbom. Häggström studerade skulptur för Ansgar Almquist vid Konstfackskolan 1945–1947 och vid Otte Skölds målarskola samt Académie Libre i Stockholm. Tillsammans med Hans Fritzdorff ställde han ut i Kramfors 1952 och separat ställde han ut på bland annat Eskilstuna konstmuseum, Västerås konstmuseum och Norrköpings konstmuseum. Hans konst består av målningar i olja och gouache samt träsnitt och trägravyrer som präglas av en abstrakt bildverkan. Häggström är representerad vid Norrköpings konstmuseum och Eskilstuna konstmuseum. 